# Deepack
Deepack is een Nederlands hardstyle-trio bestaande uit Marcel van der Zwan, Frank Pechler en Ramon Roelofs (ook bekend als Charly Lownoise). Van der Zwan en Pechler begonnen samen te produceren en draaien in het begin van de jaren negentig, Roelofs maakte het trio in 2001 compleet. Zij produceren met zijn drieën, de dj-sets en liveoptredens worden voornamelijk door Van der Zwan en Pechler gedaan.
Bekende platen van Deepack zijn "Drop out", "100%", "Blue horizons", "Here's Johnny" en "The Prophecy", het anthem voor Qlimax. Het bekendst is de plaat "Stampuh", die samen met The Prophet geproduceerd werd en in 2006 op het label Scantraxx Recordz verscheen.
Naast optredens op grote feesten als Defqon.1, Sensation Black en Qlimax draait de groep vrijwel wekelijks in clubs over de hele wereld.

## Singles, ep's, onofficiële uitgaven
| Single                                     | Jaar | Label                         | Bijzonderheden                                         |
| ------------------------------------------ | ---- | ----------------------------- | ------------------------------------------------------ |
| Drop Out!/Santa Cruz                       | 2001 | Moveable Frequency            |                                                        |
| 100% / Zero Crossing                       | 2003 | Q-Dance – 005, ID&T – 7006585 |                                                        |
| Here's Johnny                              | 2003 | Q-Dance                       |                                                        |
| The Prophecy                               | 2003 | Q-Dance                       | Anthem voor Qlimax                                     |
| Kick This Mutha                            | 2004 | Q-Dance                       | feat. DJ Luna                                          |
| Who's Got The Beatz                        | 2004 | Q-Dance                       | feat. MC Ruffian                                       |
| Rockin' Steady                             | 2005 | Straight On Recordings        | feat. Showtek                                          |
| Stampuhh / On Da Wheelz                    | 2006 | Scantraxx                     | feat. The Prophet                                      |
| Speakafreaxz                               | 2007 | Hardcopy Records              |                                                        |
| Remixxed 001                               | 2007 | Scantraxx                     | A1: Stampuhh (Beholder & Max Enforcer rmx)             |
| Can't hold us down                         | 2007 | Hardcopy Records              | Anthem voor Decibel                                    |
| Skitzo                                     | 2008 | Dutch Master Works            | ft. Showtek                                            |
| Biological Insanity (Defqon.1 Anthem 2008) | 2008 | Q-Dance                       | Samen met DJ Luna                                      |
| Free Ur Mind / Turnin' Da Heat Up          | 2008 | Hardcopy Records              |                                                        |
| Fire In Tha Place                          | 2009 | Hardcopy Records              | Samen met MC Lan                                       |
| Mayday Dream                               | 2009 | Dirty Workz                   | Samen met DJ Coone                                     |
| Rock Diz / In Other Wordz                  | 2009 | Scantraxx Evolutionz          | Samen met D-Block & S-te-Fan                           |
| Dirty Workz Deluxe Sampler # 03            | 2009 | Hardcopy Records              | B2. Coone & Deepack - Thunderdance (Bonzai Tribute II) |
| To Ya Brain                                | 2009 | Hardcopy Records              | Samen met Frontliner & MC Lan                          |
| Mystery                                    | 2010 | Hardcopy Records              |                                                        |
| Durty 7                                    | 2010 | Hardcopy Records              | Samen met Josh & Wesz                                  |
| Ei met ui                                  | 2010 | Hardcopy Records              | Samen met Josh & Wesz                                  |
| Code                                       | 2011 | Dirty Workz                   | Samen met Coone                                        |
| The Dream Goes On / We Do Our Thing        | 2011 | Hardcopy Records              | Samen met D-Block & S-te-Fan                           |
| Statement Of Noise                         | 2012 | Dirty Workz Anarchy           | Samen met MC Lan                                       |
| C In U / What I'm All About                | 2013 | Dirty Workz Anarchy           | Samen met MC Lan                                       |